# Schloss Töscheldorf

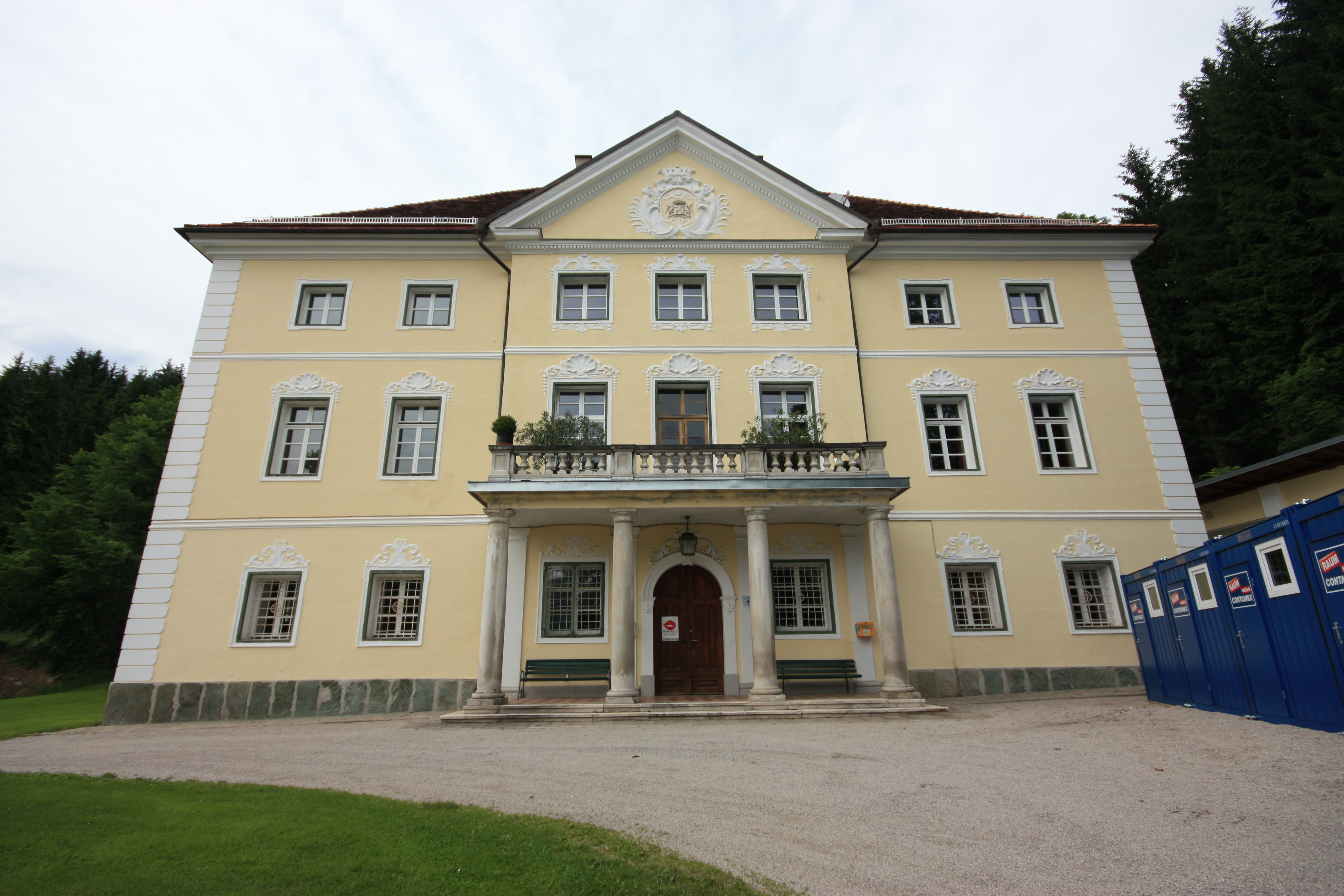
Schloss

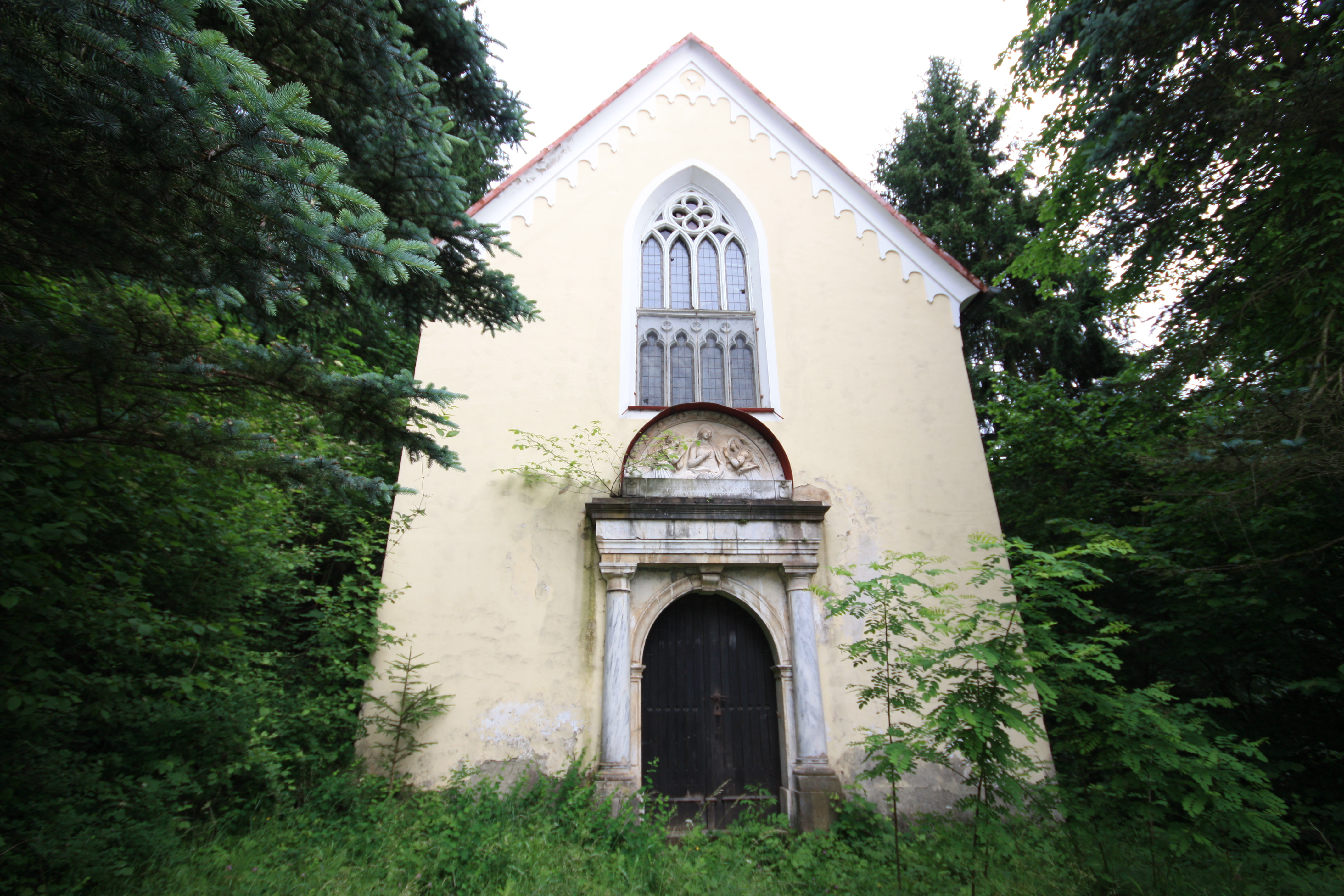
Kapelle

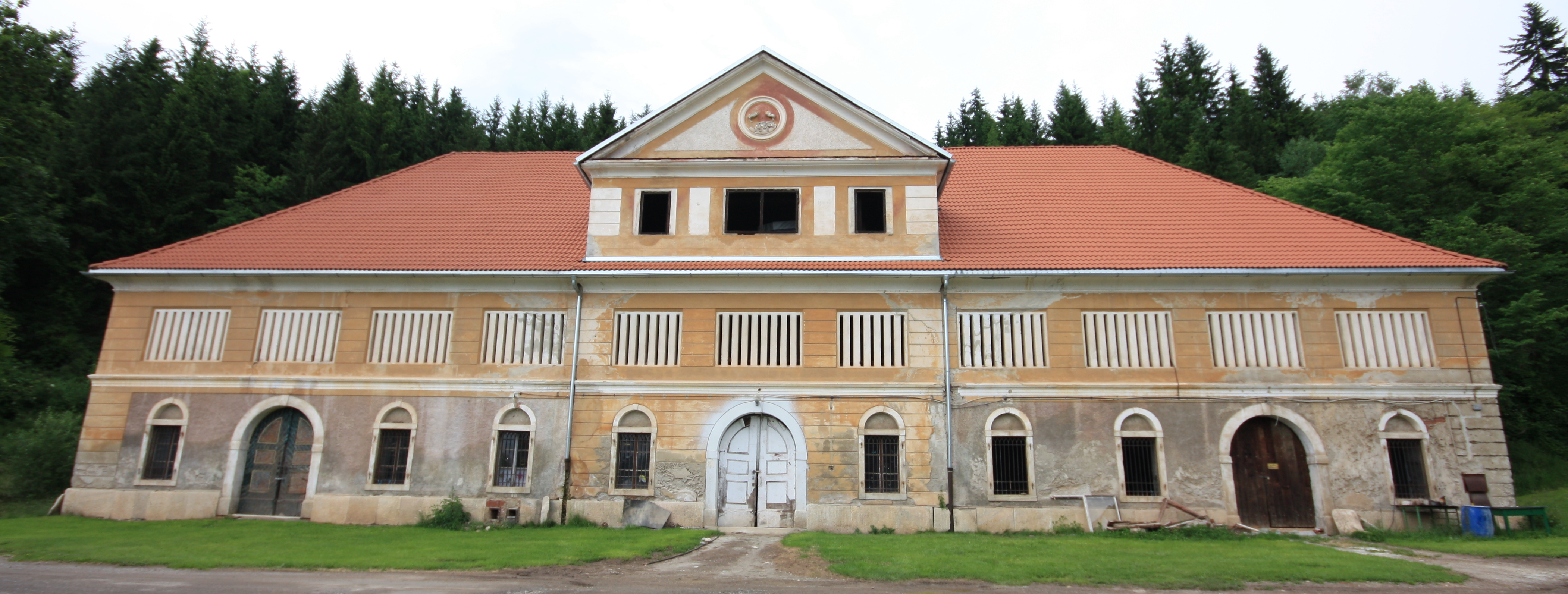
Wirtschaftsgebäude

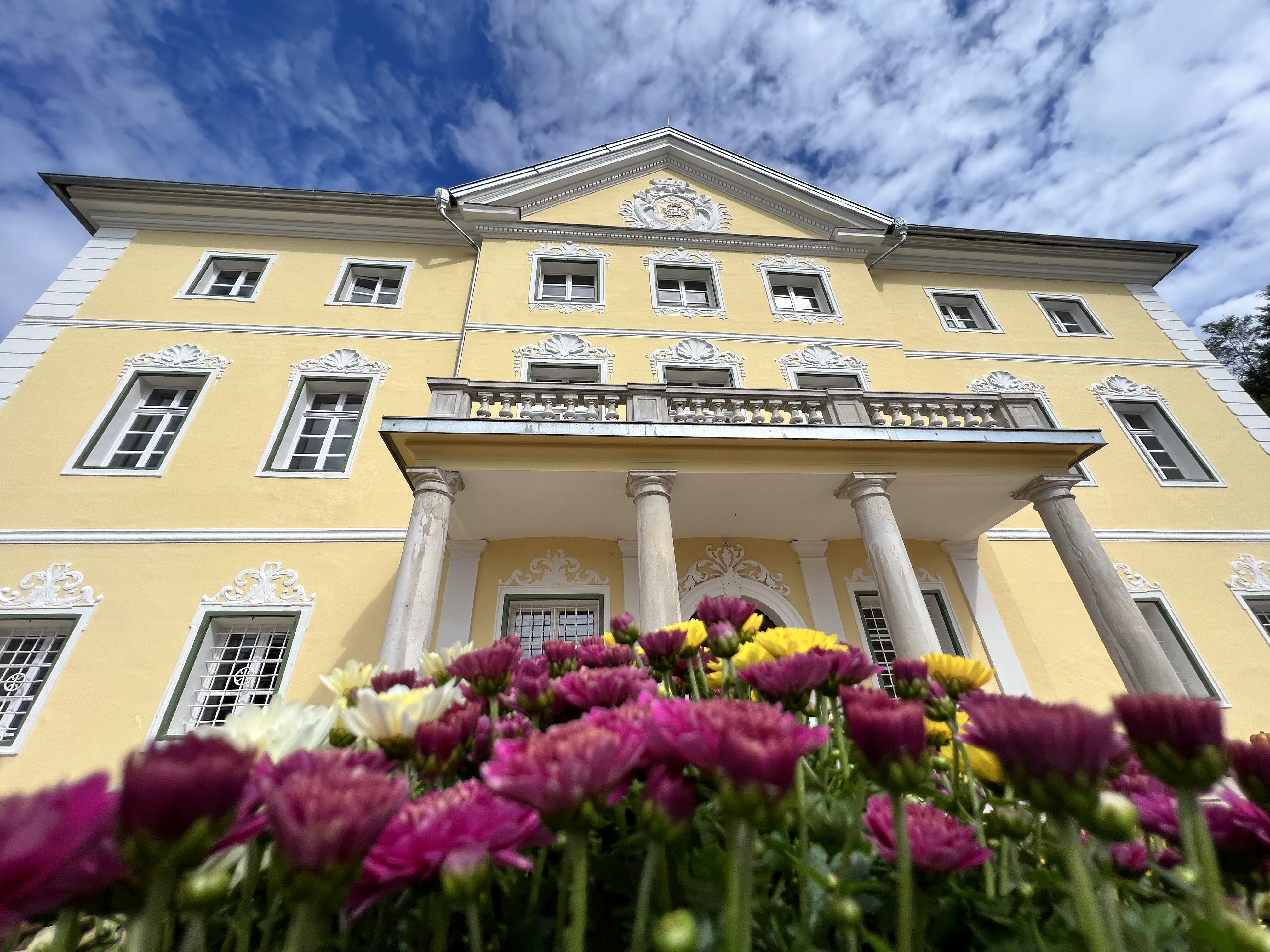

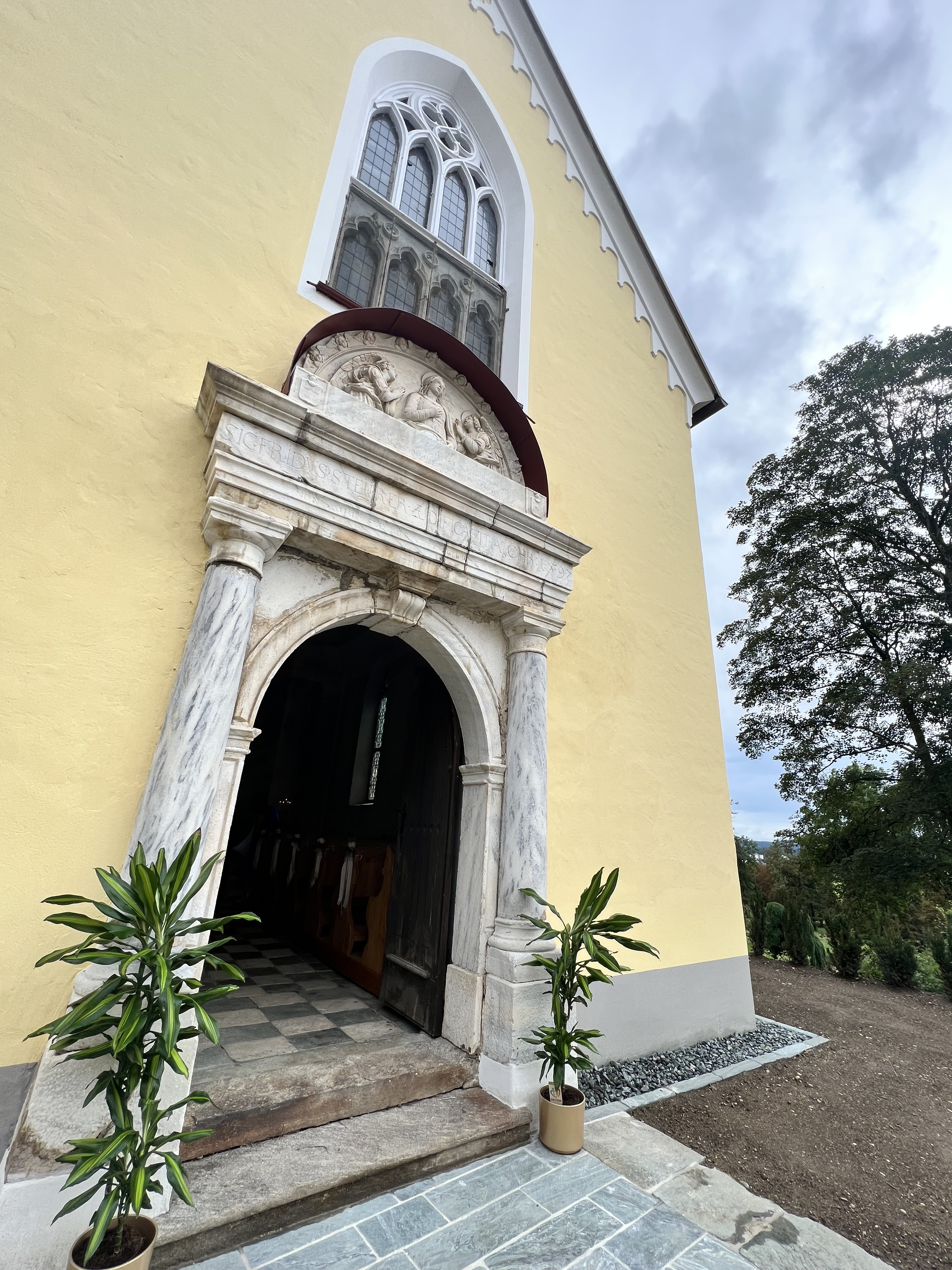

Schloss Töscheldorf steht im gleichnamigen Ort in der Stadtgemeinde Althofen. Die Anlage steht unter Denkmalschutz (Listeneintrag).

## Geschichte
Der Ort Töscheldorf wurde erstmals 1263 genannt. Im 14. Jahrhundert stand hier ein Herrenhaus, in dem ein Salzburger Amtmann saß, mit einem Meierhof. Das heutige Schloss erbaute im 17. Jahrhundert der Eisengewerke Georg Ordolph Gschwindt, der Besitzer der Hammerwerke in Pöckstein. Zur Ausgestaltung des Schlosses trugen in der ersten Hälfte des 18. Jahrhunderts wesentlich die Freiherren von Ottenfels bei. Bis ins 19. Jahrhundert war Töscheldorf vorwiegend im Besitz von Gewerkenfamilien, darunter Ferdinand von Knappitsch und Dickmann-Secherau. Die Anlage befindet sich in Privatbesitz. Das Gebäude war über Jahrzehnte in pädagogischer Nutzung, zuletzt als Polytechnische Schule. 2023 wurde das Schloss saniert und ist als Restaurant und Veranstaltungsort wieder zugänglich.

## Schloss
Das Schloss ist ein stattlicher, dreigeschoßiger, barocker Bau mit giebelbekröntem, leicht vorspringendem, dreiachsigen Mittelrisalit. Der Säulenportikus mit einem Balkon stammt aus dem 19. Jahrhundert, die Rankenstukkaturen um die Fenster vom beginnenden 18. Jahrhundert. Am Giebelfeld ist das freiherrliche Wappen der Familie Dickmann-Secherau zu sehen.
Die Wandmalereien im großen Saal in der Mitte des Hauptgeschoßes schuf Josef Ferdinand Fromiller in der Mitte des 18. Jahrhunderts. Der Raum wird von gemalten Säulen mit Nischen gegliedert. In den Nischen sind antike Götterstatuen in Grisailletechnik dargestellt. Über den Nischen und über den Türen werden mythologische Szenen wiedergegeben: An der Westwand sieht man (von links nach rechts) Perseus, darüber Kallisto, in eine Bärin verwandelt; Scientia, darüber Merkur überreicht seinem Bruder Apollo die Lyra; über der Tür Polyphem, Akis und Galateia einen Felsblock nachschleudernd; Mars, darüber Arion auf einem Delphin. Die Darstellungen an der Ostwand zeigen (von links nach rechts) Vulcanus, darüber Europa auf dem Stier; über der Tür Daidalos und Ikarus; Gloria Virtutis, darüber Apollo, Hyakinthos entführend; Minerva, darüber die gefesselte Andromeda mit dem Seeungeheuer; über der Tür Polyphem und Galathea und ganz rechts Jupiter und darüber Apollo und Marsyas. Es gab auch ein Deckengemälde, angeblich wurde darauf eine Götterversammlung dargestellt. Das Deckengemälde wurde im Zuge eines Umbaus im 19. Jahrhundert zerstört.

## Schlosskapelle
Die Kapelle ist ein kleiner Bau auf einer Terrasse südlich neben dem Schloss. Der wohl 1597 errichtete Sakralbau erfuhr in der ersten Hälfte des 19. Jahrhunderts weitgehende Erneuerungen. Das von Halbsäulen gerahmte Spätrenaissancportal ist am Gebälk mit „Sigfridus Steyrer aedificavit 1597“ bezeichnet. Darüber befindet sich eine Lünette mit einem Marmorrelief von 1897. Die darauf dargestellte Maria zwischen Engeln ist eine Kopie einer florentinischen Arbeit des frühen 16. Jahrhunderts. Das große neugotische Maßwerkfenster über dem Portal und der umlaufende Blendbogenfries entstanden im 19. Jahrhundert. Das Kapelleninnere schmücken Biedermeiermalereien.

## Wirtschaftshof
Der Wirtschaftshof neben dem Schloss ist ein um 1840 errichteter, zweigeschoßiger, klassizistischer Biedermeierbau.